# John Bannerman
John Walter MacDonald Bannerman (Balmaha, Stirlingshire, 13 de agosto de 1932 — Balmaha, 8 de outubro de 2008) foi um historiador escocês, conhecido por seu trabalho sobre a Escócia gaélica.

## Biografia
Bannerman nasceu em Balmaha, Stirlingshire, filho de John MacDonald Bannerman, antigo Lorde Bannerman de Kildonan, e de sua esposa Ray Mundell. Sua família falava o gaélico escocês, e Bannerman estudou as línguas celtas na Universidade de Glasgow e completou seu doutorado na Universidade de Cambridge, onde foi aluno de Kathleen Hughes.
Embora pretendesse ensinar gaélico nas escolas, Bannerman acabou por assumir um cargo no departamento céltico da Universidade de Aberdeen antes de ingressar no departamento de história na Universidade de Edimburgo em 1967. Assumiu a gestão da fazenda da família em Balmaha em 1968, pouco antes da morte de seu pai, dividindo seu tempo entre o ensino em Edimburgo, a escrita e a fazenda.
Seu trabalho sobre a Escócia gaélica foi importante. Seus primeiros trabalhos sobre Dál Riata, o Senchus fer n-Alban e as crônicas de Iona, que fizeram parte posteriormente da Crônica da Irlanda, estão contidos no seu livro de 1974, Studies in the History of Dalriada. Foi um dos principais contribuintes para o registro de Late Medieval Monumental Sculpture in the West Highland publicado em 1977 e seu estudo da família Beaton -The Beatons: Medical Kindred in the Classical Gaelic Tradition- foi publicado em 1986. Em seus últimos anos trabalhou pesquisando a história do Senhorio das Ilhas. Deixou de ensinar na Universidade em 1997 e dedicou-se em tempo integral aos negócios da família em Balmaha.
Bannerman casou com Chrissie Dick em 1959. Tiveram cinco filhos.